# Carl Friedrich Evers
Carl Friedrich Evers (* 10. Juni 1729 in Schwerin; † 14. April 1803 ebenda) war ein deutscher Jurist, Archivar und Numismatiker im Herzogtum Mecklenburg-Schwerin.

## Leben und Werk
Evers wurde als Sohn von Johann Wilhelm Evers und Margarethe Elisabeth Siemerling geboren. Nach dem Studium war er zunächst Advokat, begann aber 1754 als Sekretär im Geheimen und Haupt-Archiv Schwerin. Vier Jahre später wurde er Archivar, 1767 Geheimer Archivar unter Beförderung zum Hofrat und 19 Jahre später zum Geheimen Archivrat ernannt. Evers begründete das moderne Landeshauptarchiv Schwerin. Im Nebenamt betreute er die Herzogliche Münzsammlung. In diesem Zusammenhang schrieb er das Grundlagenwerk Mecklenburgische Münzverfassung (1798/99).

## Schriften
- Ausführliche Geschichte der von Jakob Varmeyer an dem königlichen Obristen und Kommandanten von Rostock, Heinrich Ludewig von Hatzfeld begangenen Mordthat. In: Gelehrte Beyträge zu den mecklenburg-schwerinschen Nachrichten. Stück 51/52, 1777, S. 201–208, und Stück 1/2, 1778, S. 1–8.
- Von der Mecklenburgischen Landtags-Resolution, die Einlösung der adjudicirten Lehn-Stücke betreffend. Bärensprung, Schwerin 1782, (Digitalisat).
- Mecklenburgische Münzverfassung. 2 Teile. Bärensprung, Schwerin 1798–1799;
  - Teil 1: Besonders die Geschichte derselben. 1798, (Digitalisat);
  - Teil 2: Besonders  das Münz-Verzeichniss. 1799, (Digitalisat).
- Das Mecklenburgische Erb-Jungfrauen-Recht besonders die Frage betreffend: Ob das zu den väterlichen Lehngütern gehörige Kirchen-Patronat den Erb-Jungfrauen, oden den nächsten Agnaten zustehe? In: Patriotisches Archiv der Herzogthümer Mecklenburg zur Aufbewahrung der Geschichte und Denkwürdigkeiten derselben und zur Verbreitung gemeinnütziger Kenntnisse. Bd. 1, 1801, ZDB-ID 527415-1, S. 3–38.

## Sekundärliteratur
- Niklot Klüßendorf: Carl Friedrich Evers (1729–1803) – Archivar und Numismatiker. In: Helge bei der Wieden (Hrsg.): Aus tausend Jahren mecklenburgischer Geschichte. Festschrift für Georg Tessin. Böhlau, Köln, Wien 1979 (Schriften zur mecklenburgischen Geschichte, Kultur und Landeskunde; 5), ISBN 3-412-03179-8, S. 129–149.
- Niklot Klüßendorf: Numismatik und Geldgeschichte. In: Toni Diederich, Joachim Oepen (Hrsg.): Historische Hilfswissenschaften. Stand und Perspektiven der Forschung. Böhlau, Köln u. a. 2005, ISBN 3-412-12205-X, S. 107–154, hier S. 144.
- Niklot Klüßendorf: Carl Friedrich Evers (1729–1803), Archivar und Numismatiker. In: Sabine Pettke (Hrsg.): Biographisches Lexikon für Mecklenburg (= Veröffentlichungen der Historischen Kommission für Mecklenburg. Reihe A, Bd. 1). Band 1. Schmidt-Römhild, Rostock 1995, ISBN 3-7950-3702-6, S. 80–85.
- Wilhelm Stieda:  Archivrat Carl Friedrich Evers in Schwerin im Verkehr mit Johann Bernoulli (III) in Berlin. In: Jahrbücher des Vereins für Mecklenburgische Geschichte und Altertumskunde. Bd. 89, 1925, S. 325–356.
- Grete Grewolls: Wer war wer in Mecklenburg und Vorpommern. Das Personenlexikon. Hinstorff Verlag, Rostock 2011, ISBN 978-3-356-01301-6, S. 2623.